# Noisy-le-Sec
Noisy-le-Sec település Franciaországban, Seine-Saint-Denis megyében. Lakosainak száma 45 915 fő (2022. január 1.). Noisy-le-Sec Pantin, Bobigny, Bondy, Montreuil, Romainville és Rosny-sous-Bois községekkel határos.

## Népesség
A település népességének változása:
| Lakosok száma | 41 125 | 43 390 | 43 693 | 44 136 | 44 223 | 44 463 | 45 043 | 46 094 | 45 915 |
|               | 2013   | 2015   | 2016   | 2017   | 2018   | 2019   | 2020   | 2021   | 2022   |